# 新左翼 (波兰)
新左翼（波蘭語： Nowa Lewica) 是波兰的一个中间偏左的社会民主主义政党，注册于2020年1月27日，旨在实现民主左翼联盟与规模较小的“春天”党的合并。法律上，该党是民主左翼联盟的延续。但直到2021年6月11日，合并才得以实现，“春天 ”党自行解散，其成员直接加入新左翼。
该党是波兰左翼政党联盟“左翼”的成员。

## 历史
“春天”党和民主左翼联盟最初在2019年10月议会选举期间合作，作为左翼联盟的一部分。选举后宣布了两党合并的计划。 因此，在2020年，民主左翼联盟将其名称改为新左翼，因为新政党将以联盟的结构为基础。 然而，由于2019冠状病毒疾病的流行，进一步的合并计划被推迟。
2021年6月11日，春天党代表大会投票赞成解散该党，以便与民主左翼联盟合并。 